# جان دیویس (بازیکن هاکی روی یخ)
جان دیویس (انگلیسی: John Davies; ۱۴ ژوئیهٔ ۱۹۲۸ – ۱۹ ژانویهٔ ۲۰۰۹) بازیکن هاکی روی یخ اهل کانادا بود.